# Critères de Copenhague
Ne doit pas être confondu avec Critères de convergence.
Les critères de Copenhague forment un ensemble de conditions pour l'accession à l'Union européenne de pays candidats. Ces critères ont été formulés par le Conseil européen lors du sommet de Copenhague en juin 1993 pour préciser les conditions selon lesquelles les « pays associés de l'Europe centrale et orientale qui le désirent pourront devenir membres de l'Union européenne ». Le traité sur l’Union européenne reprend dans sa version signée en 2007 ces critères à l'article 49, premier alinéa, selon lequel : « Tout État européen qui respecte les valeurs visées à l'article 2 et s'engage à les promouvoir peut demander à devenir membre de l'Union. Les critères d'éligibilité approuvés par le Conseil européen sont pris en compte. »

## Contexte
La chute du mur de Berlin en 1989 a rapidement entrainé une ouverture des anciens pays du bloc communiste (Bulgarie, Estonie, Hongrie, Lettonie, Lituanie, Pologne, Roumanie, Tchécoslovaquie et Slovénie) sur l'Occident. Cette ouverture s'est concrétisée par l'établissement de relations diplomatiques entre la Communauté européenne (devenue Union européenne depuis le Traité de Lisbonne de 2007) et les pays de l'Europe centrale et orientale (PECO). Un programme d'aides financières à la réforme et à la reconstruction économique de ces pays fut mis en place sous la dénomination de Programme PHARE (à l'origine destiné uniquement à la Hongrie et la Pologne). Au début des années 1990, des accords d'association dénommés accords européens ont été signés afin d'intensifier les échanges économiques. Des accords similaires avaient déjà été conclus avec la Turquie (1963) ainsi que Malte (1970) et Chypre (1972).

## Critères d'adhésion
Le Conseil européen de Copenhague précise que l'adhésion d'un nouveau pays est soumise à des conditions préalables :
- la mise en place d'« institutions stables garantissant l'état de droit, la démocratie, les droits de l'Homme, le respect des minorités et leur protection » ;
- « une économie de marché viable ainsi que la capacité de faire face à la pression concurrentielle et aux forces du marché à l'intérieur de l'Union » ;
- « la capacité (...) [d']assumer les obligations [d'adhésion à l'UE], et notamment de souscrire aux objectifs de l'union politique, économique et monétaire » ;
- « la capacité de l'Union à assimiler de nouveaux membres tout en maintenant l'élan d'intégration européenne ».

L'énonciation de ces critères (auxquels on se réfère depuis sous l'appellation « critères de Copenhague ») apparaissait comme une acceptation de principe de l'adhésion des PECO à l'Union européenne et en fixait les modalités (et indirectement le calendrier).

## Acquis de l’Union européenne
Les Conseils européens suivants — en particulier celui de Madrid en 1995 — ont souligné que le pays candidat doit par ailleurs avoir mis en place toutes les structures (notamment juridiques et administratives) permettant de transposer dans le droit national la législation de l’Union européenne (alors législation « communautaire ») et de la faire appliquer.

## Suivi des critères
Afin de surveiller l'évolution de pays vers ces critères, un rapport annuel, publié à l'automne a été mis en place dès 1997. Ces rapports servent de base à la conduite des négociations.

## Sources

## Compléments